# Exkretion
Exkretion är den biologiska process genom vilken en organism separerar de kemiska restprodukterna från sin kropp, vilket är en del av homeostasen. Restprodukterna kallas exkret.

## Utsöndringen
Genom utsöndringen gör sig en kropp av med ammonium och andra ämnen som är skadliga i för hög koncentration, däribland vatten och joner av bland annat natrium, kalium och magnesium. Det som utsöndras är alltså bland annat svett. Ryggradsdjurens främsta organ för utsöndring är njurarna. De ryggradslösa djuren har istället nefridier eller malpighiska kärl och transportepitel.